# Massacre de Nir Oz
O massacre de Nir Oz ocorreu em 7 de outubro de 2023 durante o ataque surpresa a Israel, terroristas do Hamas  invadiram o kibutz Nir Oz, no sul de Israel, assassinando dezenas de seus moradores, incendiando casas e sequestrando civis. O Bild relatou que 20 pessoas do kibutz foram mortas e 80 foram sequestradas. O Jerusalem Post também estimou que 80 pessoas foram sequestradas de Nir Oz. Um relato de um correspondente de guerra veterano relatou que "cerca de um quarto dos habitantes de Nir Oz foram assassinados, sequestrados ou gravemente feridos. Aqueles que sobreviveram não têm para onde retornar." De acordo com um relatório, 240 dos 400 residentes da comunidade estavam desaparecidos ou confirmados como mortos. Os membros sobreviventes do kibutz foram evacuados para Eilat.
Os terroristas do Hamas assassinaram a família Kedem em sua sala segura em Nir Oz: Tamar Kedem Siman Tov; seu marido, Yonatan (Johnny); sua sogra; duas filhas de 6 anos, Shahar e Arbel; e o filho Omer, com 4 anos de idade. O assassinato de uma mulher idosa foi filmado e postado no Facebook por seus assassinos. O historiador polonês-israelense Alex Dancyg estava entre os sequestrados de Nir Oz.. 